# Зак Гилфорд
Закари Роберт Гилфорд (енгл. Zachary Robert Guildford; 8. фебруар 1989) професионални је новозеландски рагбиста, који тренутно игра за Варатасе. Висок 182 цм, тежак 96 кг, већ са 18 година дебитовао је за Хокс Беј у ИТМ Купу. За Хокс Беј је укупно одиграо 74 утакмица и постигао 200 поена. У најјачој лиги на свету одиграо је 18 утакмица за Херикејнсе и постигао 35 поена, а за Крусејдерсе 61 утакмицу и 110 поена. За Клермон је одиграо 21 утакмицу и постигао 15 поена. Бриљирао је у млађим категоријама репрезентације Новог Зеланда, а за сениорску репрезентацију Новог Зеланда одиграо је 11 тест мечева и постигао 30 поена. Са "ол блексима" је освојио титулу првака света 2011. 11. новембра 2011. био је умешан у скандал, када је у алкохолисаном стању и и без одеће физички насрнуо на двојицу туриста. 